# Органов Микола Миколайович
Микола Миколайович Органов (27 лютого 1901, місто Зарайськ Рязанської губернії, тепер Московської області, Російська Федерація — 5 травня 1982, місто Москва) — радянський партійний і державний діяч, 1-й секретар Приморського та Красноярського крайкомів ВКП(б), голова Президії Верховної Ради РРФСР (1959—1962). Член Бюро ЦК КПРС по РРФСР (1961—1962). Член ЦК КПРС в 1952—1971 р. Депутат Верховної Ради СРСР 3—8-го скликань (1950—1970).

## Біографія
Народився в родині робітника. З 1916 року працював робітником з ремонту телеграфних ліній.
У 1918—1919 роках — діловод Юр'єв-Польської міської ради Владимирської губернії.
У 1919—1924 роках — у Червоній армії. Учасник Громадянської війни в Росії.
У 1924—1925 роках — секретар Юр'єв-Польського повітового комітету комсомолу Владимирської губернії.
Член ВКП(б) з 1925 року.
У 1925—1926 роках — заступник начальника Політичного секретаріата Владимирського губернського військового комісаріату.
У 1926—1927 роках — секретар виконавчого комітету Юр'єв-Польської повітової ради Іваново-Вознесенської губернії.
У 1927—1929 роках — голова Юр'єв-Польської міської ради Іваново-Вознесенської губернії.
У 1929—1931 роках — голова Александровської міської ради Івановської промислової області.
У 1931—1933 роках — секретар комітету ВКП(б) фабрики імені III-го Інтернаціоналу міста Карабаново Івановської промислової області.
У 1933—1934 роках — заступник секретаря Кінешемського міського комітету ВКП(б) Івановської промислової області.
У 1934—1937 роках — 1-й секретар Некоузького районного комітету ВКП(б) Івановської Промислової (потім — Ярославської) області.
У 1937—1938 роках — завідувач сільськогосподарського відділу Ярославського обласного комітету ВКП(б). Входив до складу особливої трійки НКВС, створеної за наказом НКВС СРСР від 30 липня 1937 року № 00447.
У 1938—1939 роках — начальник Ярославського обласного земельного відділу.
У 1939—1941 роках — заступник начальника Приморського крайового земельного відділу.
У 1941—1942 роках — у Червоній армії: військовий комісар, інструктор політичного відділу.
У 1942—1943 роках — завідувач сільськогосподарського відділу Приморського крайового комітету ВКП(б).
У 1943 році — секретар Приморського крайового комітету ВКП(б) із тваринництва. У 1943 році — завідувач відділу тваринництва, заступник секретаря Приморського крайового комітету ВКП(б) із тваринництва.
У 1943 — 19 березня 1947 року — 3-й секретар Приморського крайового комітету ВКП(б).
19 березня 1947 — вересень 1952 року — 1-й секретар Приморського крайового комітету ВКП(б).
У 1948 році закінчив заочно Вищу партійну школу при ЦК ВКП(б).
У липні — серпні 1952 року — інспектор ЦК ВКП(б).
22 вересня 1952 — 21 лютого 1958 року — 1-й секретар Красноярського крайового комітету КПРС.
25 лютого 1958 — 26 листопада 1959 року — заступник Голови Ради Міністрів РРФСР.
На другій сесії Верховної Ради РРФСР V-го скликання обраний Головою Президії Верховної Ради РРФСР.
25 листопада 1959 — 20 грудня 1962 року — голова Президії Верховної Ради РРФСР. Входив до складу Бюро ЦК КПРС по РРФСР (31 жовтня 1961 — 23 листопада 1962).
12 січня 1963 — 12 квітня 1967 року — надзвичайний і повноважний посол СРСР у Болгарії.
У березні 1967 — 1973 року — голова Комісії із виїздів за кордон при ЦК КПРС.
З 1973 року — на пенсії у Москві. Похований на Троєкурівському цвинтарі.

## Нагороди
- три ордени Леніна
- орден Жовтневої Революції
- орден Трудового Червоного Прапора
- орден Вітчизняної війни 1-го ст.
- медаль «За трудову доблесть»